# 食品、添加物等の規格基準
食品、添加物等の規格基準（しょくひんてんかぶつとうのきかくきじゅん、英：Standards and criteria for food and food additives, etc.、昭和34年厚生省告示第370号）は、食品や添加物等の良品要件を定めた、食品衛生法7条1項及び10条の規定に基づく厚生労働省の告示である。
製品設計や製造条件、検査結果等が本基準に適合しない食品等は不良品とみなされ、販売等が禁止される。

## 緒言
本基準の元となった文書は次のふたつである。
本基準の告示に伴い、廃止された。
- 食品、添加物、器具及び容器包装の規格及び基準（昭和23年7月厚生省告示第54号）
- 食品衛生試験法（昭和23年12月厚生省告示第106号）

## 関連法令
乳酸菌飲料、乳及び乳製品
本規格基準に加えて、乳及び乳製品の成分規格等に関する省令に従う必要がある。
酒類（乳及び乳製品を除く、アルコール分が1度以上の飲料）
本規格基準に加えて、酒税法及び国税庁所定分析法に従った成分測定が必要である。
内服薬
本規格基準の対象外。所管法律は医薬品医療機器等法。国家規格は日本薬局方。
内服薬は対象外である。
医薬品は本基準の対象に含まれない。
内服薬の規格基準は日本薬局方であり、上位文書は食品衛生法ではなく医薬品医療機器等法である。
なお、米国など諸外国では、医薬品を別とせず医食をまとめてひとつの法律で管理している。

## 構成
食品、添加物、器具及び容器包装、おもちや、洗浄剤の5部からなり、それぞれ成分規格、使用基準、製造基準、加工基準、調理基準、保存基準を定めている。

### 第1 食品
- A 食品一般の成分規格
  - 抗菌性物質、組換えDNA、特定保健用食品、残留農薬　(2012年より、これに放射性物質が加えられた。詳細は福島第一原子力発電所事故の影響を参照されたい)
- B 食品一般の製造，加工及び調理基準
  - 放射線照射、乳、血液食品、卵、魚介類、組換えDNA技術、添加物、牛海綿状脳症
- C 食品一般の保存基準
  - 氷雪、抗生物質
- D 各条
  - 成分規格、使用基準、製造基準、加工基準、調理基準、保存基準
  - 清涼飲料水、粉末清涼飲料、氷雪、氷菓、食肉及び鯨肉、食鳥卵、血液，血球及び血漿、食肉製品、鯨肉製品、魚肉ねり製品、いくら，すじこ及びたらこ、ゆでだこ、ゆでがに、生食用鮮魚介類、生食用かき、寒天、穀類，豆類及び野菜、生あん、豆腐、即席めん類、冷凍食品、容器包装詰加圧加熱殺菌食品

### 第2 添加物
- A 通則
  - 適否判定、書式、単位、温度表現の定義
  - 試験
    - 代替法、「水」、1 g/滴、デシケーター、温度変化用語、「減圧」、pH、溶液、「規格値」と「実験値」、秤量、常温、「直ちに」、試験法、色、におい、溶解性、ろ過、確認試験、純度試験、溶状、「ネスラー管」、乾燥又は強熱、定量法、減量

  - 容器
    - 「密封」、「遮光」
- B 一般試験法
- C 試薬・試液等
- D 成分規格・保存基準各条
- E 製造基準
- F 使用基準

### 第3 器具及び容器包装
- A 器具若しくは容器包装又はこれらの原材料一般の規格
- B 器具又は容器包装一般の試験法
- C 試薬・試液等
- D 器具若しくは容器包装又はこれらの原材料の材質別規格
- E 器具又は容器包装の用途別規格
- F 器具及び容器包装の製造基準

### 第4 おもちや
- A おもちや又はその原材料の規格
- B おもちやの製造基準

### 第5 洗浄剤
- A 洗浄剤
- B 洗浄剤の使用基準

## 補足資料
- 食品衛生研究会, ed. (2009-09), 食品衛生小六法, 新日本法規, ISBN 978-4-7882-7134-0